# 第19回国民体育大会
| 参加人数 | 21,115人              |
| 競技数   | 32競技                |
| 開会式   | 1月26日               |
| 閉会式   | 6月11日（春季閉会式） |
| 開会宣言 | 塚田十一郎            |
| 主競技場 | 県営新潟陸上競技場    |

第19回国民体育大会（だい19かいこくみんたいいくたいかい）は1964年（昭和39年）に新潟県を中心に開催された。春季大会の大会スローガンは「国体へ県民一致の力こぶ」。
スケート競技は神奈川県箱根町の箱根スケートセンター、スキー競技は新潟県高田市（現・上越市）で開催。
1964年は東京オリンピックがその年の10月に開催される関係から、オリンピックと開催が重ならないように秋季大会を春季大会に前倒しすることとなり、同年6月6日から6月11日にかけて開催された。しかし、同年8月に予定されていた夏季大会は新潟地震発生のため中止となった。従って、天皇杯・皇后杯争いはこの春季大会までの成績で順位が決定された。新潟県が天皇杯・皇后杯を同時に獲得した。開催県の天皇杯獲得は1957年の静岡大会以来2度目。

## 冬季大会

### スケート競技会
第19回国民体育大会冬季大会スケート競技会は、1月26日～1月29日に神奈川県箱根町で開催された。

#### 実施競技・会場一覧
| 競技名   | 競技名         | 会場地 | 会場                   |
| -------- | -------------- | ------ | ---------------------- |
| スケート | スピード       | 箱根町 | 駒ケ岳スケートセンター |
| スケート | フィギュア     | 箱根町 | 駒ケ岳スケートセンター |
| スケート | アイスホッケー | 箱根町 | 駒ケ岳スケートセンター |

### スキー競技会
第19回国民体育大会冬季大会スキー競技会は、2月13日～2月16日に新潟県高田市 (現上越市)、妙高高原町 (現妙高市)で開催された。

## 春季大会

### 会場
- 漕艇:両津市加茂湖漕艇場
- ヨット:両津市両津湾ヨットハーバー
- 陸上:新潟県営陸上競技場
- サッカー:新潟市日本ガス化学他
- テニス:柿崎町営コート他
- ホッケー:新潟県立巻高等学校グラウンド他
- ボクシング:新津市立第一小学校体育館
- バレーボール:新発田市営外ヶ輪公園他
- 体操:新潟市体育館
- バスケットボール:長岡市厚生会館他
- レスリング:新潟県立新潟高等学校体育館他
- ウエイトリフティング:黒埼町立大野小学校体育館
- ハンドボール:柏崎市営陸上競技場他
- 自転車:弥彦競輪場
- 軟式庭球:新潟市営白山庭球場
- 卓球:直江津市立厚生市民館
- 軟式野球:新発田市営新発田球場他
- 相撲:新潟市営相撲場
- 馬術:新潟競馬場
- 柔道:加茂市営市民体育館
- ソフトボール:高田市営野球場他
- フェンシング:新潟県立高田高等学校体育館
- バドミントン:新潟県立三条高等学校体育館
- 弓道: 県営三条弓道場
- ライフル射撃:新潟県警察射場他
- クレー射撃:弥彦クレー射撃場
- 剣道:新潟県立村上高等学校体育館
- ラグビーフットボール:新潟市営第2グラウンド他
- 山岳:飯豊連峰
- 高校野球:新潟市営第2グラウンド他

## 夏季大会

### 会場
- 水泳:　(中止)

## 総合成績

### 天皇杯
- 第1位：新潟県
- 第2位：東京都
- 第3位：大阪府

### 皇后杯
- 第1位：新潟県
- 第2位：東京都
- 第3位：大阪府

## エピソード
- 笹団子が新潟みやげ菓子として広く認知されるきっかけになった[2]。詳細は「笹団子#歴史」を参照。
- 柏崎アクアパークは、この大会のために作られた屋外プール施設（柏崎市営海岸公園総合プール）を原点としている[3]。
- 山岳競技実施のために県内の各山岳団体が大同団結し、現在の新潟県山岳協会が発足するきっかけとなった[4]。